# 견두산성
견두산성(犬頭山城)은 대전광역시 동구 효평동, 계족산성에서 동남쪽으로 1.3km 떨어져 있는 해발 363m의 개머리산 또는 견두산의 꼭대기를 빙둘러 쌓은 삼국시대의 산성이다. 1991년 7월 10일 대전광역시의 기념물 제20호로 지정되었다.

## 개요
계족산성에서 동남쪽으로 1.3㎞ 떨어져 있는 해발 363m의 개머리산 또는 견두산의 꼭대기를 빙둘러 쌓은 산성으로, 성의 둘레는 280m 정도이다. 성벽은 자연 암반을 이용하면서 자연석으로 쌓았는데, 남벽의 일부를 제외하고는 성벽의 대부분이 무너져 내린 상태라 현재는 그 윤곽만을 확인할 수 있다. 성의 동쪽부분에는 지름 6m 정도를 높게 만들어 놓았는데, 지휘자가 망을 볼 수 있게 만들어 놓은 장대가 있었던 것으로 짐작된다. 산성의 바로 밑으로는 신탄진-옥천 간의 도로가 동쪽과 북쪽의 띠를 두른 듯 휘감고 지나고 있으며, 성의 동쪽으로는 대청호가 내려다 보인다. 이렇듯 이 산성은 도로와 수로를 감시하기 위해서 만들어진 것으로, 계족산성의 아들 격인 자성(子城) 역할을 하였을 것으로 보인다.

## 현지 안내문
이 산성은 해발 363m인 개머리산에 테뫼식으로 쌓았는데, 계족산성에서 동남쪽으로 1.3km 떨어져 있다. 성둘레는 280m 정도로 다듬지 않은 돌로 쌓았으며, 남벽의 일부를 제외하고는 성벽의 대부분이 허물어졌다. 성의 동쪽 부분에는 지를 6m 정도를 높게 만들어 놓았는데, 이곳에 장대가 있었던 것으로 짐작된다. 이 산성 바로 밑으로 신탄진-옥천간의 도로가 지나가고 있으며 대청호가 내려다 보인다. 계족산성의 자성 역할을 하였던 것으로 추측된다.

## 같이 보기
- 계족산성

## 참고 자료
- 견두산성 - 국가유산청 국가유산포털